# Hymenocallis latifolia
Hymenocallis latifolia) es una especie de planta bulbosa geófita perteneciente a  la familia de las amarilidáceas. Es originaria de Norteamérica en Florida y el Caribe.

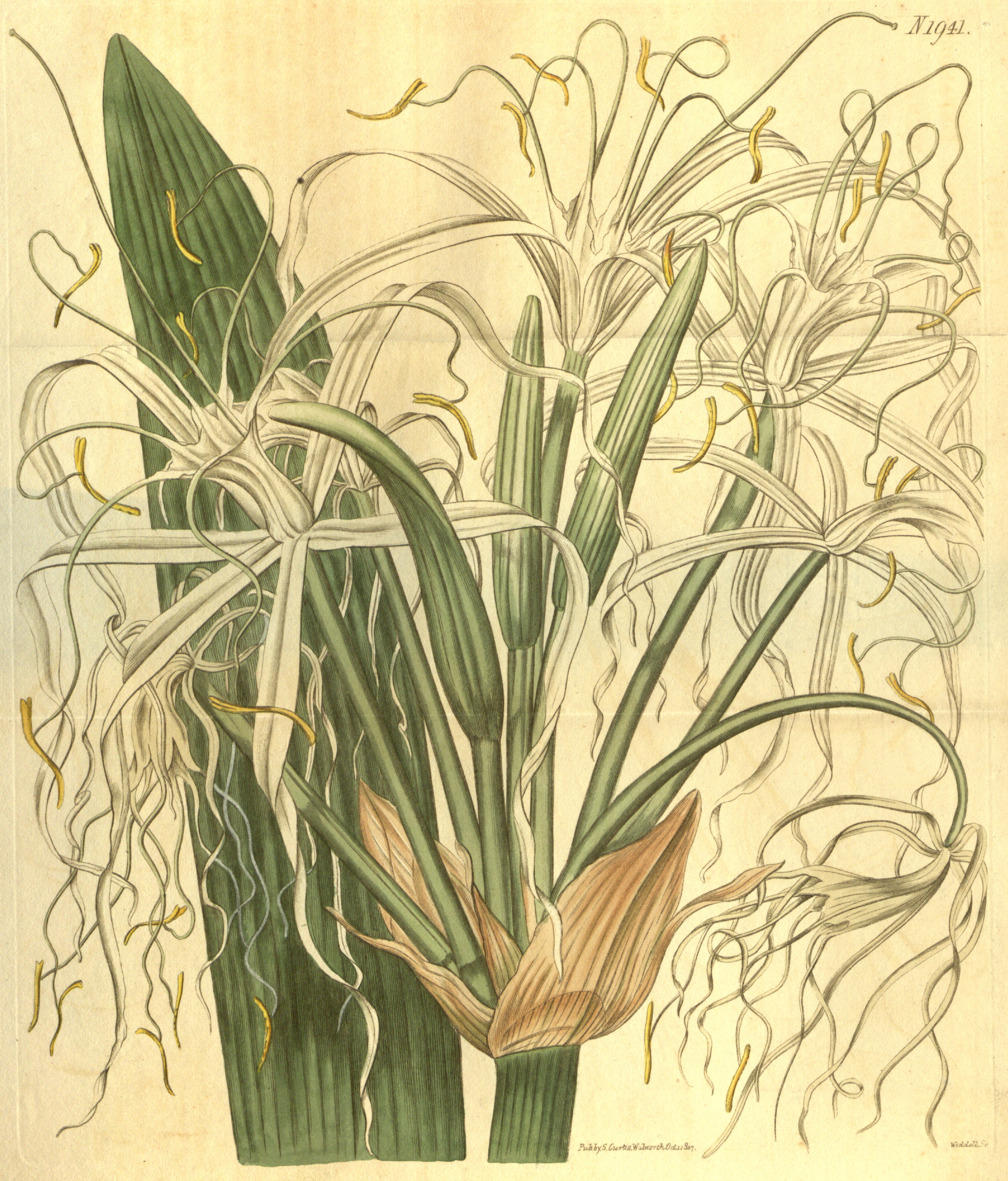
Ilustración

## Descripción
Es una planta con bulbo no rizomatoso, que forma numerosos bulbillos, ampliándolos con la edad. Hojas perennes, hacia el exterior y numerosas, arqueadas. Inflorescencias con 9-15 flores, abriendo secuencialmente, fragantes, de color verde el tubo del perianto, los tépalos se extienden casi horizontalmente, recurvados distalmente, de color blanco, y  corona blanca con ojos verdes pequeños. El fruto en cápsulas subglobosas con semillas obovoides. Tiene un número cromosomático de 2n = 46, 70.

## Distribución y hábitat
La floración se produce en verano, en las dunas costeras, las crestas de arena, los bordes de terrenos inundados, en los manglares del sur de península de la Florida.

## Taxonomía
Hymenocallis latifolia fue descrita por (Mill.) M.Roem. y publicado en Familiarum Naturalium Regni Vegetabilis Monographicae 4: 168, en el año 1847.
Etimología
Hymenocallis: nombre genérico que proviene del griego y significa "membrana hermosa", aludiendo a la corona estaminal que caracteriza al género.
latifolia: epíteto latino que significa "con hoja grande".
Sinonimia
- Pancratium latifolium Mill., Gard. Dict. ed. 8: 8 (1768). Basionym.
- Chrysiphiala latifolia (Mill.) Ker Gawl., Bot. Reg. 7: t. 778 (1821).
- Pancratium expansum Sims, Bot. Mag. 44: t. 1941 (1817).
- Hymenocallis expansa (Sims) Herb., Appendix: 44 (1821).
- Pancratium patens Delile, Trans. Hort. Soc. London 6: 87 (1826), nom. illeg.
- Hymenocallis caymanensis Herb., Amaryllidaceae: 614 (1837).
- Hymenocallis deleuilii auct., Rev. Hort. 1894: 218 (1894).
- Hymenocallis collieri Small, Man. S.E. Fl.: 322 (1933).
- Hymenocallis keyensis Small, Man. S.E. Fl.: 322 (1933).
- Hymenocallis kimballiae Small, Man. S.E. Fl.: 323 (1933).
- Pancratium caymanense (Herb.) Alain, Brittonia 20: 149 (1968).[5]